# ISO 7001

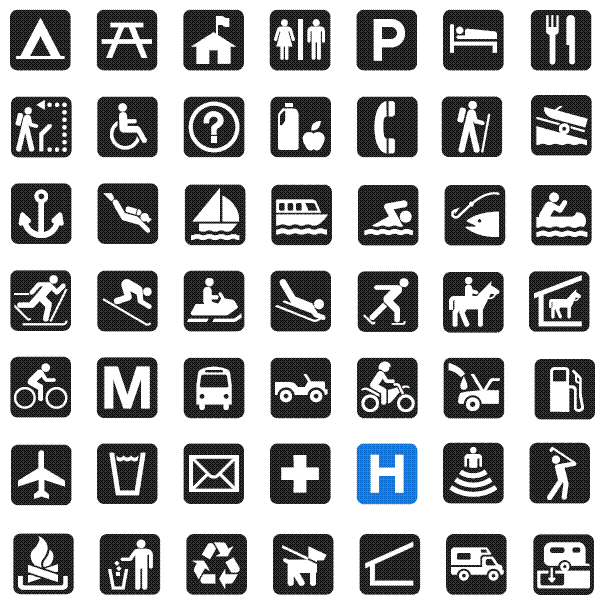
Ús de pictogrames per a la senyalística del Servei de Parcs Nacionals dels Estats Units.

ISO 7001 (símbols d'informació pública) és un estàndard publicat per l'Organització Internacional de Normalització que defineix un conjunt de pictogrames i símbols per a la informació pública. L'última versió, ISO 7001: 2007, es va publicar al novembre de 2007.
El conjunt de símbols és el resultat d'extenses proves a diversos països i cultures diferents, els criteris de comprensibilitat dels quals han estat establerts per la norma ISO. Els exemples més comuns de símbols d'informació pública inclouen aquelles que representen lavabos, aparcament, informació i aquells relacionats amb persones discapacitades (Símbol Internacional d'Accessibilitat).